# Discocyrtus spinifemur
Discocyrtus spinifemur is een hooiwagen uit de familie Gonyleptidae.